# Boja acadèmia de policia 4
Boja acadèmia de policia 4 (títol original: Police Academy 4: Citizens on Patrol) és una pel·lícula estatunidenca realitzada per Jim Drake, sortit l'any 1987.
És el quart lliuramet de la sèrie Police Academy.Ha estat doblada al català.

## Argument
L'excèntric comandant Eric Lassard acaba de posar a punt un ambiciós i instructiu programa que defensarà en la convenció internacional de policia. El programa batejat C.O.P. « Citizens On Patrol » tindrà per missió de formar ciutadans voluntaris en l'ofici de policia així com de reforçar la confiança entre la població i els serveis de policia. Només està despert el capità Harris i, en l'absència del comandant Lassard, intenta fer tot el possible per sabotejar el projecte.

## Repartiment
- Steve Guttenberg: el sergent Carey Mahoney
- Michael Winslow: el sergent Larvell Jones
- David Graf: el sergent Eugene Tackleberry
- G. W. Bailey: el capità Thaddeus Harris
- Lance Kinsey: el tinent Proctor
- Bob Goldthwait: l'oficial Zed
- Bubba Smith: el sergent Moses Hightower
- Tim Kazurinsky: l'oficial Sweetchuck
- Leslie Easterbrook: el tinent Debbie Callahan
- George Gaynes: el capità Eric Lassard
- Billie Bird: Lois Feldman
- Sharon Stone: Clara Mattson
- Marion Ramsey: el sergent Laverne Hooks
- George R. Robertson: el comandant Henry J. Hurst
- David Spade: Kyle
- Brian Backer: Arnie
- Corinne Bohrer: Laura
- Tad Thacker: Tommy Conklin
- Brian Tochi: Elvis Nogata
- Scott Thomson: el sergent Chad Copeland
- Arthur Batanides: Max Kirkland
- Colleen Camp: Kathleen Kirkland-Tackleberry
- Andrew París: Bud Tackleberry
- Jackie Joseph: la Sra. Kirkland
- Derek McGrath: Butterworth
- Randall 'Tex' Cobb: Zack
- Jack Creley: El jutge
- Kay Hawtrey: La poeta
- Steve Caballero: Un skater

## Al voltant de la pel·lícula
Aquesta pel·lícula marca l'última aparició de Steve Guttenberg en el paper de Carey Mahoney però també el retorn de G. W. Bailey en el paper de Thaddeus Harris, amb els seus « Més de pressa! Més de pressa! ».